# Крайова Екзекутива ОУН
Крайова Екзекутива ОУН (КЕ ОУН) — виконавчий орган Крайового Проводу Організації Українських Націоналістів. Слово «екзекутива» походить від латинського «executio» і означає «виконавчий».

## Історія створення
Протягом 28 січня — 3 лютого 1929 року  у Відні відбувся Перший Великий Збір ОУН, відомий як Конгрес українських націоналістів. На ньому було проголошено створення ОУН на чолі з полковником Коновальцем, озвучені загальні світоглядні засади, політичне бачення ситуації та устроєві форми організації. Керівним органом ОУН став Провід Українських Націоналістів (ПУН). Але практично весь Провід перебував поза межами України у вимушеній еміграції.

## Крайові Екзекутиви ОУН
Загальновизнана та найбільш тривала структура ОУН в Україні склалась на період 1943-1944 рр. Ця структура включала поділ на краї:
- Західно-українські землі (ЗУЗ),
- Північно-західні українські землі (ПЗУЗ),
- Північно-східні українські землі,
- Південно-східні українські землі.

### Крайова Екзекутива ОУН на західно-українських землях
Для керівництва боротьбою за створення Української держави безпосередньо на західно-українських землях, що на той час перебували у складі Польщі, в лютому 1929  було сформовано першу Крайову Екзекутиву ОУН у такому складі:
- Богдан Кравців — Крайовий Провідник;
- Зенон Пеленський — заступник Крайового Провідника і політичний референт;
- Степан Охримович — організаційний референт;
- Зенон Коссак, член СУНМ і УВО — бойовий референт;
- Степан Ленкавський — ідеологічний референт;
- Михайло Колодзінський, член СУНМ і УВО — референт військового вишколу;
- Іван Габрусевич — керівник підреферентури юнацтва.

### Крайова Екзекутива ОУН на Північно-Західних Українських Землях (ПЗУЗ)
- Микола Кос — крайовий провідник (травень-серпень 1935, січень 1936 — серпень 1937);
- Ярослав Старух — заступник крайового провідника та політичний референт;
- Яків Бусел — організаційний референт;
- Ростислав Волошин — ідеологічний референт;
- Степан Пшеничний — референт пропаґанди.
- Ігор Шубський — референт юнацтва;

### Крайова Екзекутива ОУН на південно-східних українських землях
- Василь Кук — Крайовий Провідник (червень 1942 — 1943)
- Петро Дужий — організаційний референт
- Омелян Логуш — ідеологічний референт
- Михайло Медвідь — військовий референт
- Ярослав Петречко — керівник Служби Безпеки